# Hestur (Hestur)
Hestur és un poble de l'illa homònima de Hestur, a les illes Fèroe. Forma part del municipi de Tórshavn, capital de l'arxipèlag. L'1 de gener de 2021 tenia 19 habitants. És l'unic nucli de població que hi ha en tota l'illa.
La localitat és a la riba oriental de l'illa, la que està banyada per l'estret d'Hestsjørður que separa Hestur de Streymoy. Gamlarætt, Velbastaður i Kirkjubøur, són les localitats de Streymoy més properes.

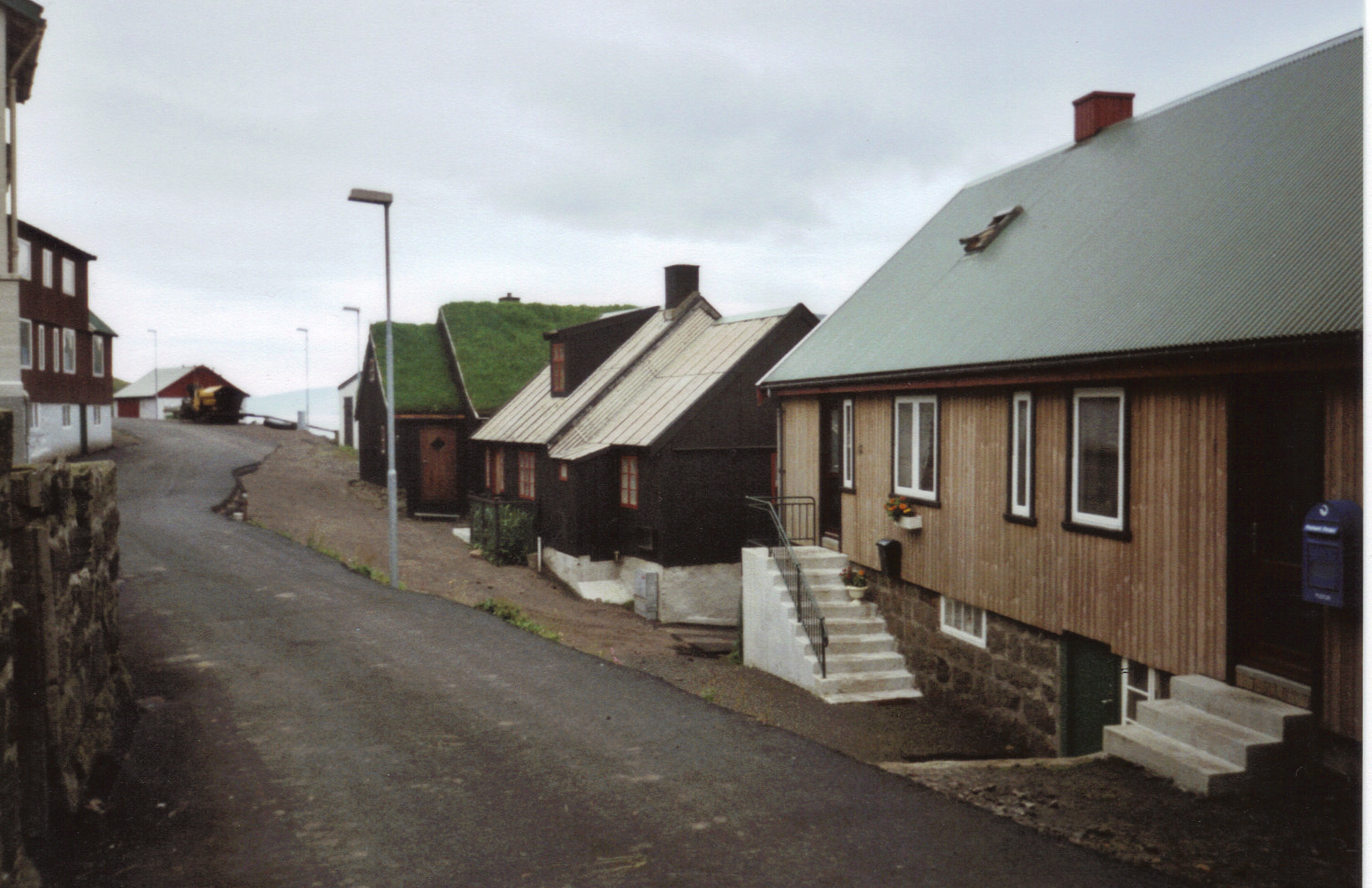
Carrers del poble.

El primer cop que el poble d'Hestur apareix escrit a la documentació és el 1584, tot i que molt probablement és un assentament més antic. L'escola va ser construïda el 1890 i l'església és del 1910. El 1919, un terç de la població masculina del poble va morir en un naufragi mentre pescaven. El 1974, es va construir una piscina al poble com a incentiu per a combatre el despoblament. A la part sud de l'illa s'hi va obrir un càmping, al costat del llac Faradalsvatn, amb el mateix objectiu.
Un ferri connecta Hestur amb Gamlarætt varis cops al dia, tots els dies de la setmana.